# نویسندگان آزادی
نویسندگان آزادی (به انگلیسی: Freedom Writers) فیلمی محصول سال ۲۰۰۷ و به کارگردانی ریچارد لاگراونیس است. در این فیلم بازیگرانی همچون هیلاری سوانک، اسکات گلن، ایملدا استنتون، پاتریک دمپسی، ماریو، جان بنجامین هیکی، آوریل لی هرناندز، کوبا گودینگ جونیور، کریستین هررا، هانتر پریش، جووانی ساموئلز، رابرت ویزدم، آنجلا آلوارادو و پت کرول ایفای نقش کرده‌اند.

## خلاصه داستان
ارین گرول معلم جوانی است که در سال ۱۹۹۲ و همزمان با شورشهای نژادی در شهر لس آنجلس، برای تدریس وارد مدرسه‌ای می‌شود که فضای کلاسهای آن به چند گروه نژادی تقسیم شده‌است. رابطه بین شاگردان مختلف کلاس متشنج است اما ارین تصمیم می‌گیرد ذهنیت بچه‌ها را نسبت به تنفر نژادی روش کند…